# فولوفو (مقاطعة ليبيتسك)
فولوفو (بالروسية: Волово) هي مدينة في مقاطعة ليبيتسك أوبلاست في روسيا.